# 罗集站
罗集站是一个淮南线上的铁路车站，位于安徽省长丰县罗集乡，建于1934年，目前为四等站，邮政编码为231129。目前客运：不办理旅客乘降；行李、包裹托运；货运：办理整车货物发到；危险货物仅办理农药、化肥发到，车站现已撤销。。